# Philippe Gache
Philippe Gache (Avinhão, 31 de maio de 1962) é um automobilista francês.

## Carreira
Em sua carreira, disputou provas de Fórmula Ford francesa, Fórmula 3, Fórmula 3000 e de carros de turismo, entre outras categorias.
Na CART, correu apenas as 500 Milhas de Indianápolis em 1992, pela equipe Dick Simon Racing. Embora tenha se classificado em um razoável 16º lugar, não teve bom desempenho na prova e atingiu ainda o carro de Stan Fox, que tinha sofrido um acidente. Fundou em 1997 sua própria equipe, a SMG (Speedy-Mobil-Gache), se inscrevendo para as 24 Horas de Le Mans em 2000 e 2001, pilotando um Courage C60 juntamente com o sul-africano Gary Formato (em 2000) e os compatriotas Didier Cottaz (também em 2000), Jérôme Policand e Anthony Beltoise (ambos em 2001). A última de suas 10 participações foi em 2002, guiando um Lola-Judd da equipe DAMS, juntamente de Michel Neugarten e Emmanuel Clérico.
Gaché participou ainda de 8 edições do Rali Dakar, sempre na categoria Carros - o melhor desempenho foi um décimo lugar em 2006.